# 施韋格富特魏爾湖

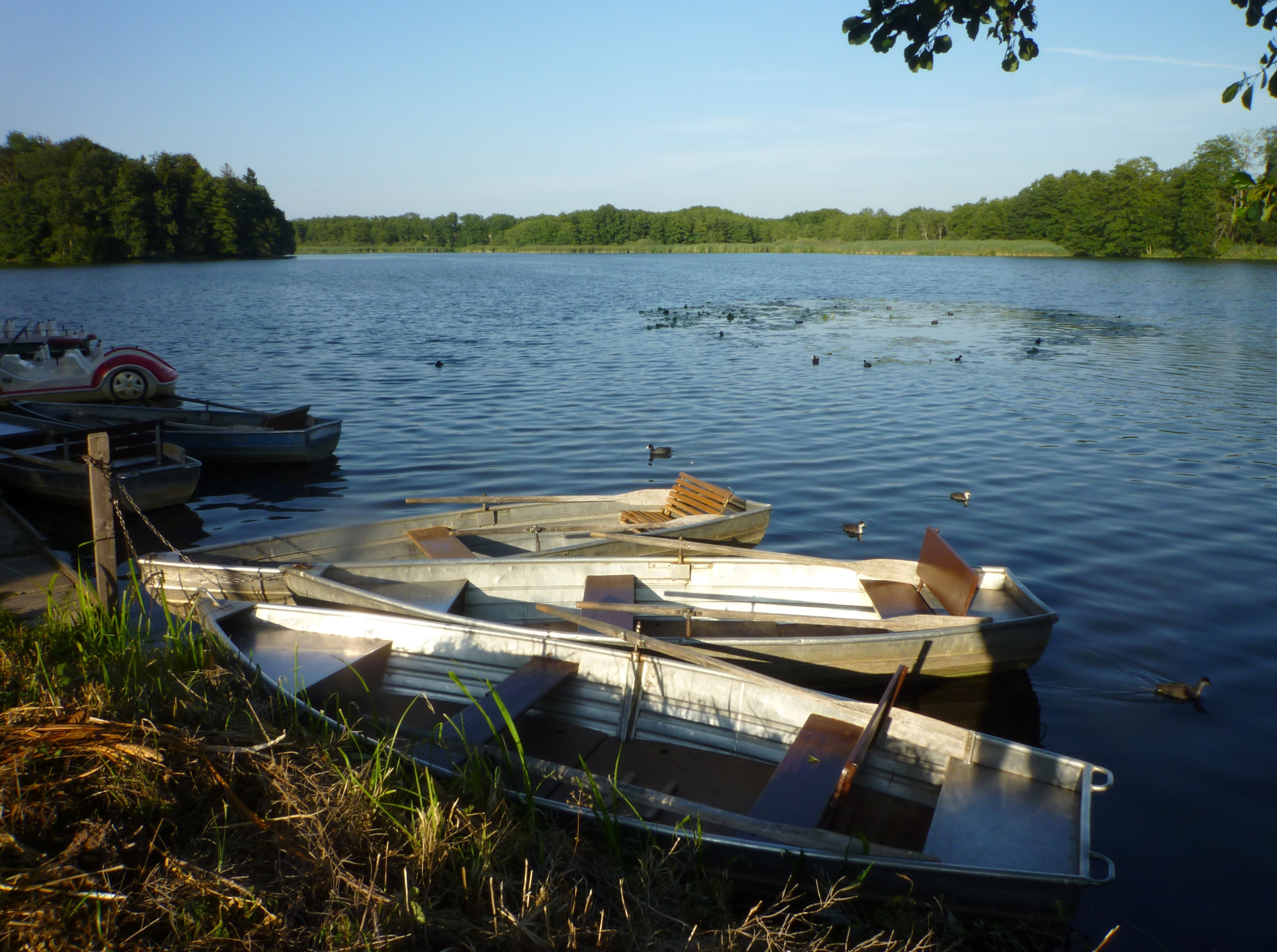

47°58′51″N 9°39′54″E / 47.980953°N 9.665058°E
施韋格富特魏爾湖（德語：Schwaigfurter Weiher），是德國的湖泊，位於該國西南部，由巴登-符騰堡州負責管轄，處於巴特舒森里德，面積0.14平方公里，海拔高度548米，平均水深1.3米，最大水深2.9米，水體容量18萬立方米。